# Krajowe Centrum Edukacji Rolniczej
Krajowe Centrum Edukacji Rolniczej – jednostka organizacyjna Ministerstwa Rolnictwa i Rozwoju Wsi, mająca za zadanie doskonalenia zawodowe nauczycieli przedmiotów zawodowych szkół rolniczych oraz inicjowanie i podejmowanie działań na rzecz rozwoju edukacji rolniczej i poprawy jakości kształcenia.
Siedziba Centrum znajduje się w Brwinowie.

## Powołanie Centrum
Na podstawie zarządzenie Ministra Rolnictwa i Rozwoju Wsi z 2007 r. w sprawie utworzenia Krajowego Centrum Edukacji Rolniczej ustanowiono Centrum. Zarządzenie pozostaje w związku z obwieszczenie Marszałka Sejmu Rzeczypospolitej Polskiej z 2004 r. w sprawie ogłoszenia jednolitego tekstu ustawy o systemie oświaty.
Organem prowadzącym Centrum jest minister właściwy do spraw rolnictwa. Centrum jest państwową jednostką budżetową, finansowaną z części budżetu państwa.

## Cele Centrum
Na podstawie zarządzenie Ministra Rolnictwa i Rozwoju Wsi z 2010 r. zmieniające zarządzenie w sprawie utworzenia Krajowego Centrum Edukacji Rolniczej przyjęto następujące cele:
- organizowanie i prowadzenie działalności zmierzającej do podnoszenia poziomu zawodowego nauczycieli przedmiotów zawodowych, którzy nauczają w szkołach rolniczych oraz prowadzenie doradztwa metodycznego dla tych nauczycieli;
- inicjowanie i podejmowanie działań na rzecz rozwoju edukacji rolniczej i poprawy jakości kształcenia.

## Zadania Centrum
Do zadań Centrum należy w szczególności:
- diagnozowanie stanu kwalifikacji nauczycieli przedmiotów zawodowych w szkołach rolniczych;
- prowadzenie prac koncepcyjnych dotyczących zakresu i sposobu organizowania form doskonalenia zawodowego nauczycieli przedmiotów zawodowych i kadry kierowniczej w szkołach rolniczych;
- opracowywanie we współpracy z organami sprawującymi nadzór pedagogiczny, priorytetów doskonalenia zawodowego nauczycieli przedmiotów zawodowych w szkołach rolniczych;
- przygotowywanie programów doskonalenia zawodowego oraz opracowywanie materiałów edukacyjnych dla nauczycieli szkół rolniczych w zakresie przedmiotów zawodowych;
- prowadzenie różnych form doskonalenia zawodowego nauczycieli przedmiotów zawodowych i kadry kierowniczej w szkołach rolniczych;
- organizowanie różnorodnych form współpracy i wymiany doświadczeń, w tym warsztatów, konferencji i seminariów, dla nauczycieli przedmiotów zawodowych i kadry kierowniczej w szkołach rolniczych;
- współpraca w zakresie doskonalenia zawodowego nauczycieli przedmiotów zawodowych szkół rolniczych z partnerami krajowymi i zagranicznymi;
- wspieranie inicjatyw oraz wspomaganie samokształcenia i doskonalenia nauczycieli przedmiotów zawodowych w szkołach rolniczych;
- udzielanie konsultacji nauczycielom, kadrze kierowniczej z zakresu kształcenia zawodowego realizowanego przez szkoły rolnicze;
- opracowywanie i realizowanie projektów edukacyjnych finansowanych ze środków funduszy europejskich i innych programów wspierających doskonalenie zawodowe nauczycieli przedmiotów zawodowych oraz kadry kierowniczej w szkołach rolniczych;
- diagnozowanie i analizowanie efektów nauczania przedmiotów zawodowych w szkołach rolniczych;
- -wsparcie metodyczne nauczycieli w realizacji kształcenia zawodowego w szkołach rolniczych;
- inicjowanie i merytoryczne wspieranie zmian programowych kształcenia zawodowego w szkołach rolniczych;
- tworzenie i rozwijanie multimedialnych centrów informacji pedagogicznej dla potrzeb edukacji rolniczej oraz prowadzenie działalności wydawniczej w tym zakresie.

## Kierowanie Centrum
Centrum kieruje dyrektor Centrum.
Do zadań dyrektora Centrum należy w szczególności:
- ustalanie perspektywicznego planu i rocznych planów pracy Centrum;
- zatwierdzanie planów pracy i programów doskonalenia zawodowego nauczycieli;
- sprawowanie nadzoru pedagogicznego w stosunku do zatrudnionych w Centrum nauczycieli;
- wydawanie opinii w sprawie powierzenia, przedłużenia oraz cofnięcia powierzenia nauczycielowi zadań nauczyciela-doradcy metodycznego, którego dokonuje Minister Rolnictwa i Rozwoju Wsi;
- reprezentowanie Centrum na zewnątrz;
- zarządzanie majątkiem Centrum;
- przedkładanie Ministrowi Rolnictwa i Rozwoju Wsi rocznych sprawozdań z działalności Centrum i planu pracy na rok następny, a także analiz problemowych i wniosków dotyczących realizacji zadań Centrum.

## Rada Programowa Centrum
Przy Centrum działa Rada Programowa, jako organ opiniodawczy dyrektora Centrum, powoływana i odwoływana przez Ministra Rolnictwa i Rozwoju Wsi.
Rada działa na podstawie uchwalonego przez siebie regulaminu.
Do zadań Rady należy w szczególności opiniowanie:
- kierunków działania Centrum;
- planów pracy i programów działania Centrum.

Kadencja Rady trwa 4 lata.